# Moorhouséite
La moorhouséite est un minéral rare de la classe des sulfates, qui appartient au groupe de l'hexahydrite. Il porte le nom de Walter Wilson Moorhouse (1913-1969), géologue canadien et professeur de géologie à l'université de Toronto.

## Caractéristiques
La moorhouséite est un sulfate de formule chimique CoSO4 · 6 H2O. Elle cristallise dans le système monoclinique. Sa dureté sur l'échelle de Mohs est de 2,5.

## Classification
Selon la classification de Nickel-Strunz, la moorhouséite appartient à "07.CB: Sulfates (séléniates, etc.) sans anions additionnels, avec H2O, avec des cations de taille moyenne", avec les minéraux suivants : dwornikite, gunningite, kiesérite, poitevinite, szmikite, szomolnokite, cobaltkiesérite, sandérite, bonattite, aplowite, boyléite, ilésite, rozénite, starkeyite, drobecite, cranswickite, chalcanthite, jôkokuite, pentahydrite, sidérotile, bianchite, chvaleticéite, ferrohexahydrite, hexahydrite, nickelhexahydrite, retgersite, biebérite, boothite, mallardite, mélantérite, zinc-mélantérite, alpersite, epsomite, goslarite, morénosite, alunogène, méta-alunogène, aluminocoquimbite, coquimbite, paracoquimbite, rhomboclase, kornélite, quenstedtite, lausénite, lishizhénite, römerite, ransomite, apjohnite, bilinite, dietrichite, halotrichite, pickeringite, redingtonite, wupatkiite et méridianiite.

## Formation et gisements
Elle peut se former comme produit de la déshydratation de la biebérite. Elle a été découverte dans la mine de baryte Walton, dans la ville homonyme du comté de Hants, en Nouvelle-Écosse au Canada. Elle a également été décrite aux États-Unis, en Europe, au Maroc et au Japon.